# Much Birch
Much Birch est une paroisse civile et un village du Herefordshire, en Angleterre.